# Kurzschwanzlerche

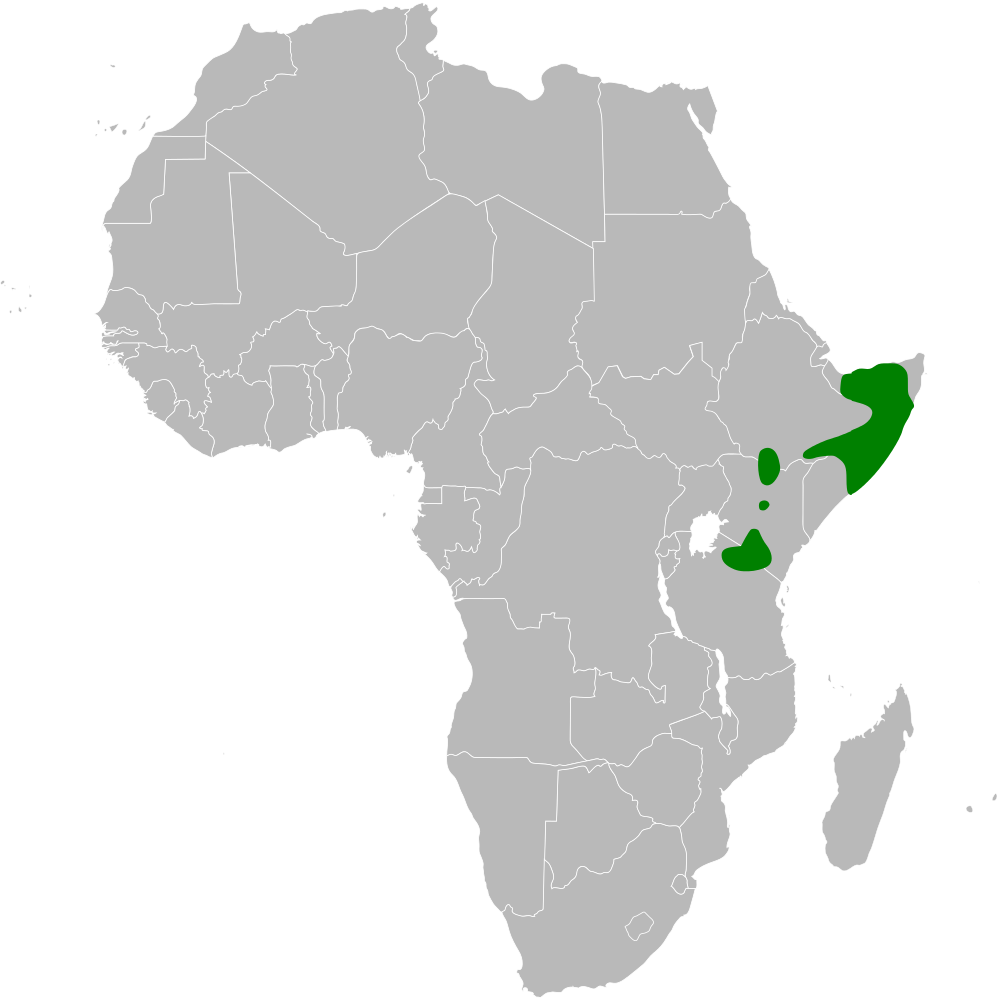
Verbreitungsgebiet der Kurzschwanzlerche

Die Kurzschwanzlerche (Spizocorys fremantlii), früher auch Bartlerche genannt, ist eine kleine kurzschwänzige Art aus der Familie der Lerchen. Sie ist etwa 20 Prozent kleiner als eine Feldlerche, hat aber im Vergleich mit ihr einen relativ längeren Schnabel. Das Verbreitungsgebiet der Kurzschwanzlerche ist der Osten Afrikas. Es werden drei Unterarten unterschieden.
Die Bestandssituation der Kurzschwanzlerche wurde 2016 in der Roten Liste gefährdeter Arten der IUCN als „Least Concern (LC)“ = „nicht gefährdet“ eingestuft.

## Merkmale
Die Kurzschwanzlerche erreicht eine Körperlänge von etwa 14 Zentimetern, wovon zwischen 3,7 und 4,5 Zentimeter auf den Schwanz entfallen. Der Schnabel misst vom Schädel aus zwischen 1,8 und 2 Zentimeter. Es besteht kein Geschlechtsdimorphismus.
Der Scheitel der Kurzschwanzlerche ist gelb-bräunlich mit dunkelbraunen Stricheln. Der Mantel, der Rücken und der Bürzel sind dunkelbraun, die einzelnen Federn sind breit hellgrau gesäumt, wodurch ein gestreiftes Aussehen entsteht. Die Oberschwanzdecken sind von gleicher Farben, die Strichelung ist jedoch weniger ausgeprägt.
Das Auge ist von einem hellen Orbitalring eingefasst, über dem Auge verläuft ein heller Überaugenstreif. Ein dunkelbrauner Streif verläuft vom Oberschnabel über das Auge und begrenzt die Ohrdecken. Unterhalb des Auges befindet sich ein kleiner weißer Fleck, dahinter ein dunkelbrauner Wangenstreif, der von einem schwärzlichen Bartstreif eingefasst ist. Die Ohrdecken sind braun und sind unten von einem hellen Halskragen begrenzt. Das Kinn und die Kehle sind weiß, die Oberbrust ist weißlich-gelbbraun mit kleinen tränenförmigen braunen Tupfen. Der Bauch und die Unterschwanzdecken sind weißlich mit einem gelbbraunen bis rötlich-braunen Anflug.
Die Hand- und Armschwingen sind graubraun mit schmalen hellen Säumen. Die Schwanzfedern sind dunkelbraun, die mittlere Steuerfederpaar ist weißlich gesäumt, die äußerste Steuerfeder hat eine weiße Außenfahne. Der Oberschnabel ist dunkelgrau, der Unterschnabel dagegen weißlich gelb.

## Verwechslungsmöglichkeiten
Im Verbreitungsgebiet der Kurzschwanzlerche kommen sowohl die Haubenlerche als auch die Theklalerche vor. Von den beiden Arten unterscheidet sich die Kurzschwanzlerche durch den Bartstreifen, den Weißanteil im Schwanzgefieder und das Fehlen einer Federhaube.

## Verbreitungsgebiet und Lebensraum
Das Verbreitungsgebiet der Kurzschwanzlerche ist der Osten Afrikas. Sie kommen im Süden und Osten von Äthiopien, in Somalia sowie vom Norden und Süden Kenias bis in den Norden Tansanias vor. Die Kurzschwanzlerche ist im gesamten Verbreitungsgebiet ein Stand- und Strichvogel.
Der Lebensraum der Kurzschwanzlerche sind kurzgrasige Flächen, darunter auch Küstengrasland sowie offenes Buschgebiet und offene, felsige Waldgebiete.

## Lebensweise
Die Lebensgewohnheiten der Kurzschwanzlerche sind noch nicht abschließend untersucht. Sie ernährt sich überwiegend von Grassamen und Pflanzenknollen.
Wie alle Lerchen ist auch die Kurzschwanzlerche ein Bodenbrüter. Sie errichtet das offene napfförmige Nest im Schutz eines Grasbüschels. Das Gelege besteht aus zwei bis vier Eiern.

## Unterarten
Es werden drei Unterarten unterschieden:
- S. f. fremantlii (Lort Phillips, 1897)[4] – Nominatform, kommt vom Südosten Äthiopien bis nach Somalia vor.
- S. f. megaensis (Benson, 1946)[5] – Vorkommen im Süden Äthiopiens und im Norden Kenias.
- S. f. delamerei (Sharpe, 1900)[6] – Ursprünglich als eigenständige Art beschrieben, kommt diese Unterart im Süden Kenias und im Norden von Tansania vor.

## Etymologie und Forschungsgeschichte
Die Erstbeschreibung der Kurzschwanzlerche erfolgte 1897 durch Ethelbert Edward Lort Phillips unter dem wissenschaftlichen Namen Calendula fremantlii. Das Typusexemplar sammelte er in den Golis-Bergen. 1872 führte Carl Jakob Sundevall die für die Wissenschaft neue Gattung Spizocorys ein. Dieser Begriff setzt sich aus σπιζα, σπιζω spiza, spizō für Fink, Spatze, tschirpen und κορυδος, κορυς, κορυθος korydos, korus, korythos für Haubenlerche, Haube zusammen. Der Artname fremantlii ist Major Guy Fremantle (1867–1944) gewidmet. Delamerei ehrt Hugh Cholmondeley, 3. Baron Delamere (1870–1931). Schießlich steht megaensis für die Stadt Mega in der Verwaltungsregion Oromia.

## Einzelbelege
1. ↑  Pätzold: Kompendium der Lerchen. S. 303.
2. 1 2  Pätzold: Kompendium der Lerchen. S. 302.
3. ↑  IOC World Bird List 6.4. In: IOC World Bird List Datasets. doi:10.14344/ioc.ml.6.4 (englisch, worldbirdnames.org).
4. 1 2 3  Ethelbert Edward Lort Phillips (1897), S. 46
5. 1 2  Constantine Walter Benson (1946), S. 25
6. 1 2  Richard Bowdler Sharpe (1900), S. 102
7. ↑  Carl Jakob Sundevall (1872), S. 54.
8. ↑  Zonotrichia The Key to Scientific Names Edited by James A. Jobling